# Клеофонт
Клеофонт (грч. Kλεoφῶν; умро 404. п. н. е.) је био атински политичар, учесник Пелопонеског рата.

## Биографија
Клеофонт се у политичком животу Атине појављује пред крај Пелопонеског рата. Припадао је радикалној демократској струји атинских политичара. Након протеривања екстремних олигарха, Терамен преузима главну улогу у политичком животу Атине. Међутим, након победе код Кизика, народ је "отео власт" скупштини од 5000 лица. Демократија је у потпуности обновљена. Вођа радикалних демократа био је Клеофонт. Атињани, опијени великим успехом код Аргинуских острва, одбише спартанску понуду за мир (406. п. н. е.). Клеофонт се залагао за наставак рата и након пораза Атине у бици код Егоспотама. Атина је опседнута са копна (Агис и Паусанија) и са мора (Лисандар). Након дуготрајне опсаде, јавно мњење се окренуло против Клеофонта, последњег великог присталице демократије. Олигарси преузимају иницијативу и оптужују Клеофонта за дезертерство. Потом је погубљен. 